# Sogny-en-l'Angle
Sogny-en-l'Angle är en kommun i departementet Marne i regionen Grand Est (tidigare regionen Champagne-Ardenne) i nordöstra Frankrike. Kommunen ligger i kantonen Heiltz-le-Maurupt som tillhör arrondissementet Vitry-le-François. År 2022 hade Sogny-en-l'Angle 76 invånare.

## Befolkningsutveckling
Antalet invånare i kommunen Sogny-en-l'Angle
| Referens: INSEE |